# لوتشيانو ليجيو
لوتشيانو ليجيو 6 يناير 1925 - 15 نوفمبر 1993). كان من أشهر الشخصيات الإجرامية والجنائية في إيطاليا وزعيم سابق في المافيا الصقلية. وكان زعيما للكورليوزوني، أسرة المافيا التي نشأت في بلدة كورليوني. وهو من وضع الطريق الصحيح لتصبح العشيرة المهيمنة للمافيا في صقلية، أصبح سيئ السمعة لارتكابه العديد من الجرائم، بما في ذلك القتل، قبل أن يسجن في النهاية مدى الحياة في عام 1974.

## بداية حياته
كان واحدا من عشر أطفال ترعرعوا تحت فقر مدقع في مزرعة صغيرة. أدين لأول مرة عندما كان عمره 18 سنة لسرقته الذرة، وحكم عليه بالسجن لمدة ستة أشهر عن هذه الجريمة، وقال انه قتل الرجل الذي أبلغ عنه الشرطة. في عام 1945 تم تجنيده من قبل زعيم المافيا من كورليوني، ميشيل نافارا، وعمل معه بوصفه المنفذ والقاتل. في تلك السنة نفسها قتل مزارعا بإحدى المزارع من أجل الحصول على وظيفته، ثم أخذ على الفور المزرعة وطالب صاحب المزرعة بالتوقيع للتنازل عن المزرعة له تحت تهديد السلاح.

## سطوع قوة ليجيو
سرعان ما بدأ في بناء حزبه من رجال العصابات الموالية له وحده، بما في ذلك رينا وبروفنزانو، وفي عام 1956 بدأت فصيلته الحرب مع نافارا وأتباعه. وذات ليلة، في يونيو 1958 سار ليجيو عبر حقل عند بعض رجال نافارا ففتحوا النار عليه. هرب مع اصابة طفيفة فقط في يده.
وقبل بضعة أشهر أعد ليجيو ورينا وبروفنزانو وعدد من المسلحين الآخرين كمينا خارج كورليوني. قاد عدوهم ميشيل نافارا إلى زاوية منعزلة وفتحوا النار عليه، وأمطرت السيارة بالرصاص. توفي على الفور مع أحد الأصدقاء (لا علاقة له مع المافيا).